# Meriones meridianus
Antiguamente clasificado bajo el nombre de Gerbillus cryptorhinus, el Meriones meridianus es una especie de roedor de la familia Muridae. Su tamaño y apariencia son muy similares a los del Gerbil de Mongolia (Meriones unguiculatus), pero con el pelo del vientre y las uñas de color blanco.
Vive en una amplia variedad de hábitats secos, pero prefiere construir su madriguera cerca de los arbustos y matorrales de los desiertos arenosos. La especie se distingue por la tendencia a elaborar sus complejas madrigueras en arena, llegando incluso a construir en dunas. Se le puede encontrar en estado salvaje en Afganistán, China, Irán, Kazajistán, Kirguistán, Mongolia, Rusia, Tayikistán, Turkmenistán, y en Uzbekistán.
Al igual que en el caso del Meriones unguiculatus y de muchos otros roedores, el Meriones meridianus es criado en cautividad principalmente con fines científicos. Su uso como mascota, no obstante, no está tan extendido como en el caso de otros jerbos.